# Europabevegelsen i Norge
Europabevegelsen i Norge (deutsch: Europabewegung in Norwegen; meist kurz: Europabevegelsen) ist eine norwegische Organisation, die sich für den Beitritt Norwegens zur Europäischen Union (EU) einsetzt. Sie ist Teil der Europäischen Bewegung International. Derzeitige Vorsitzende ist die konservative Politikerin Heidi Nordby Lunde.

## Organisation
Die Organisation wurde am 30. Mai 1949 unter dem Namen Europabevegelsens norske råd (deutsch: Norwegischer Rat der Europabewegung) von einer Gruppe um Arnulf Øverland und Johan H. Andresen gegründet. Zuvor war im Jahr 1948 bereits die internationale Organisation entstanden. Der heutige Name wird seit 1965 genutzt. Die Bewegung gehörte bei den beiden norwegischen Volksabstimmungen über den EU-Beitritt zu den wichtigsten Organisationen auf der Seite der Befürworter. Das Pendant auf der ablehnenden Seite war bei der Abstimmung im Jahr 1994 die Organisation Nei til EU.
Die Jugendorganisation der Europabevegelsen trägt den Namen Europeisk Ungdom (deutsch: Europäische Jugend).

## Positionen
Die Europabevegelsen i Norge unterstützt die Mitgliedschaft Norwegens im Europäischen Wirtschaftsraum. In ihrem Programm wird weiter gefordert, dass Norwegen ein Mitglied der Europäischen Union werde. So könne das Land einerseits an den EU-Wahlen teilnehmen, andererseits könne es auch über den Binnenmarkt betreffende Themen hinaus in die EU-Politik eingreifen.

## Vorstand

### Bekannte Vorsitzende
- 1965–1970: Halvard Lange, Politiker der Arbeiderpartiet
- 1971–1981: Svenn Thorkild Stray, Politiker der Høyre
- 1982–1986: Johan Jørgen Holst, Politiker der Arbeiderpartiet
- 1989–1992: Anders Christian Sjaastad, Politiker der Høyre
- 1999–2001: Reiulf Steen, Politiker der Arbeiderpartiet
- 2003–2009: Svein Roald Hansen, Politiker der Arbeiderpartiet
- seit 2017: Heidi Nordby Lunde, Politikerin der Høyre

### Bekannte Generalsekretäre
- 1992–1993: Espen Barth Eide, Politiker der Arbeiderpartiet
- 2003–2009: Grete Berget, Politikerin der Arbeiderpartiet